# Дуэ, Абель
Шарль Абель Дуэ (фр. Charles Abel Douay; 2 марта 1809, Драгиньян, Франция — 4 августа 1870, Висамбур, Франция) — французский военачальник, дивизионный генерал. Погиб во время битвы при Вейсенбурге в ходе франко-прусской войны.

## Биография
Родился в семье офицера наполеоновской армии. Младший брат, Феликс Шарль Дуэ (1816—1879), тоже стал военным и дослужился до звания генерала.
В 1829 году окончил Сен-Сирскую военную школу, служил в пехотных частях. Принимал участие в завоевании Алжира, служил на Мартинике и Гваделупе. С 1855 года — бригадный генерал. Во время Австро-итало-французской войны 1859 года командовал пехотной бригадой. С 1866 года — дивизионный генерал, командир 7-й пехотной дивизии в Безансоне. С 24 декабря 1869 года — великий офицер Ордена Почётного легиона. С 17 июля 1870 года — командир 2-й пехотной дивизии.
В начале франко-прусской войны продолжал командовать 2-й пехотной дивизией. Вечером 3 августа 1870 года дивизия Дуэ вместе с добавленной ей кавалерийской бригадой заняла оборону в районе Вейсенбурга. На следующий день, 4 августа, во время битвы при Вейсенбурге дивизия была разбита немецкими войсками, а сам генерал Дуэ был смертельно ранен осколком снаряда.